# 田中ケロ
田中 ケロ（たなか けろ、1959年1月6日 - ）は、日本のプロレスリングアナウンサー、ナレーター。芸能プロダクションONE COLOR（ワンカラー）所属。愛知県稲沢市出身。本名：田中 秀和（たなか ひでかず）、愛称はケロちゃん で、現在の活動名はこれに由来する。
長女にグラビアアイドル・タレントの田中絵瑠、次女に声優の田中音緒がいる。

## 来歴
父親の転勤で日本各地を転々とし、高校時代は青森県の弘前市で過ごす。弟と妹がいる。
大東文化大学経済学部在学中より新日本プロレスでアルバイトをし、その後、正社員として入社する。1980年8月22日、品川プリンスホテル・ゴールドホール大会のジョージ高野 vs. 荒川真戦でリングアナデビュー。
現在のリングアナウンサーの主流となる紹介方法や言葉の抑揚は、先代のリングアナであった倍賞鉄夫（現・猪木事務所社長、倍賞千恵子・美津子姉妹の末弟でアントニオ猪木の元義弟）のスタイルに自己流を加えたものである。
東京ドーム大会などでの試合での前口上はファンの気持ちを高め、試合を盛り上げる要素のひとつでもある。
蝶野正洋対三沢光晴戦が行われる際、この試合はスポーツ界に対して影響力をもたらすものであるとの信念から、この試合前の前口上において田中は「K-1! PRIDE! プロ野球! Jリーグ! いいか、よく見ていろ! これがプロレスのパワーだ! プロレスは、絶対に負けない!」と叫んだ。
この田中の前口上はPlayStation 2用プロレスゲームソフト『キングオブコロシアム』にも裏技として収録されており、シングルマッチで蝶野と小橋建太、あるいは蝶野と三沢の試合を組むと、試合前の選手のコールの前に実際の会場でのものと同じ前口上を聞くことが出来る。
リングアナ以外にも、田中は新日本プロレス在籍時にはウェブサイト・パンフレット・週刊ゴングで移動中や試合の無いときの選手達のことを書いたコラム「旅日記」を掲載し、毎年「旅日記」1年分をまとめたものも出版されていた。
2003年頃になると、邪道・外道・竹村豪氏等に襲撃されるようになり、田中もゴングを鳴らす木槌で頭をやられ血染め状態になってしまい、包帯をグルグル巻きにする姿もよく見られた。なお、田中の負傷時の進行は別のリングアナウンサーが代理を務めた。
2005年5月からは執行役員も務めたが、2006年2月19日の両国大会を最後に新日本プロレスを去った。
田中のフリー転向後、最初のリングとなったDDTでは観客から「ケロさん、過去の発言を一言でいいから謝ってください。インディファン一同」と横断幕まで張られた。また高木三四郎とリングの内外で壮絶な舌戦を繰り広げ、ヒートを買った。その後も元新日本プロレスのみを集めたユニット「ケロ軍団」を率いてDDTの興行を盛り上げた。
その後は藤波辰爾らと共に団体「無我ワールド・プロレスリング」の一員として活動したが、西村退団などのトラブル時に無我を退社し2008年以降はフリーである。
田中のリングアナとしての技量はプロレス以外からも評価されており、新日本プロレス退団後は色々な団体やシュートボクシング興行でもリングアナを務めている。
2009年7月から芸名（プロレスでいうリングネーム）を本名「田中秀和」から「田中ケロ」に改名。
2012年3月4日、新日本プロレス「NJPW 40th anniversary 旗揚げ記念日」では、IWGPヘビー級選手権の特別リングアナを務めた。
2012年11月5日、ももいろクローバーZのライブ「ももクロ男祭り2012－Dynamism－」に出演。
2013年1月4日、新日本プロレス東京ドーム大会で武藤敬司・大谷晋二郎（当初は橋本大地の予定だったが、大地が怪我のため変更。）vsテンコジのリングアナウンサーを務めた。
2014年5月31日、東京競馬場にて翌日行われる日本ダービー前日イベントに参加し、日本ダービー騎乗ジョッキー紹介を行なった。翌2015年に行なわれた同イベントにも参加している。
2020年1月4日、新日本プロレス東京ドーム大会で獣神サンダー・ライガーの引退試合のリングアナを務めた。
2021年7月末、田中は新型コロナウイルス感染に伴う陽性反応が認められたため自宅療養をしていた。同居していた田中の次女・音緒はホテルへと移り、大きい症状もなく過ごしていたが数日後、保健所からの定期連絡に出なかったため、連絡を受けた音緒が自宅へ戻ると田中が意識不明の状態で発見された。田中は救急搬送から集中治療室にて治療を受けることになり、血圧の急降下など心停止になりかける緊急事態から医師から延命治療にするか否かの選択を迫られた際に家族は延命治療を選択、その間に肺炎を2回発症して人工呼吸器による治療の際も、ノドへのチューブ挿管手術に対しては「声が命」と音緒が拒否した。しかし、翌9月には快方に向かい、リハビリを開始したことを発表した。田中は肺や脳への後遺症、投薬による影響により仕事復帰は先になる見込みであることも併せて明かされた。
田中は2021年10月に退院し、同時にリハビリ専門の病院へ転院して復帰に向けリハビリを開始した。年明けの2022年1月1日、田中はTwitterで動画を投稿し「人間vsコロナ史上最大の決戦」と称した前口上を披露。後遺症や投薬による影響もなく往年と変わらぬ元気な姿を見せた。その後、2月25日に退院して3月1日に新日本プロレスの日本武道館旗揚げ記念日大会で行われた「旗揚げ50周年記念セレモニー」でリングアナを務め、半年ぶりに表舞台に登場した。

## その他
- CDも出していたことがあった。新日本プロレスのサウンドトラックで、各選手のテーマ曲と同時に選手のコールが収録されている。
- 普段はスーツやボタンスーツで登場するが、大会場（ドーム大会）では貴族風の衣装（オーダーメイド）で登場する。
- かつてはハッスルを否定していたが、後に容認するようになりハッスルでもリングアナを務めるようになった。初めてコールを行ったのがタイガー・ジェット・シン vs. RGであった。
- 1990年2月に行われた新日本の東京ドーム大会で、選手紹介のうちの体格の部分を体重のみアナウンスするヤード・ポンド法の「ポンド」から、身長・体重ともアナウンスする国際単位系の「センチ・キロ」という形にして初めてコールした。今では一部を除き(全日本系、みちのく他)プロレス団体や総合格闘技の大会でもこのコール形式は採用されているが、最初に導入したのは田中である。
- 新日本プロレス時代は、試合開始・終了を告げる「ゴング」を鳴らす担当も務めていた。田中も、試合序盤でもフォールの体勢に入ると木槌をすばやく手に持ち、いつでも鳴らせるように構えている場面がTVに映し出されており、高速でリズムよく鳴らしていた。週刊プロレスの記事には「良いタイミングで小気味良く、聞いている側に気持ちよさを与えるゴング音」と高い評価をされていた。
- 新日本プロレス時代、田中はタイガー・ジェット・シンの襲撃の格好のターゲットとされた。そのため、田中のみ給料の他にもリング危険手当が支給されていた[10]。
- 昭和から平成中期までの新日本プロレスは、暗黙の了解として観戦マナーが悪い観客を会場の外につまみ出していた。船木誠勝によれば、観戦マナーが悪い観客を見つけた場合、田中が「その客を会場の外へつまみ出せ!」と若手選手に対して指示を出し、若手選手が観客の襟首をつかんでまで会場の外へつまみ出した事もあったという。観戦マナーが悪い観客をアリーナからつまみ出した後の手段は多種多様で、髙田延彦と仲野信市は観客を別室に連れ込んでロープで縛りつけた他、獣神サンダー・ライガーは観客をエレベーターにぶち込んだという[11]。
- Twitterは当初マネージャーが更新していたが、2019年2月2日より自身によるツイートとなった[12]。
- 「ケロ」の由来は、田中がカエルに似ているからだという。倍賞鉄夫が名付け親である。荒川真、グラン浜田なども田中のことを「コルゲンコーワのケロちゃんに似ている」と主張し、ケロちゃんというあだ名になったのが始まりである。
- 2018年7月30日、宮城県大崎市古川に飲食店「けろじん」を開店[13]。2020年11月に店名を「お食事処ちえ」に改めリニューアル[14]するも、2021年に閉店した。

## 著書
- 『ケロのモノを投げないでください』（1984年12月、シャピオ）ISBN 978-4895211260
- 『ケロの新日本プロレス奇行―リングアナウンサーから見た素顔のプロレスラー』（1989年、三一書房）ISBN 978-4380892172
- 『プロレス最強軍団のお通りだい―ケロの新日本プロレス旅日記』（1989年12月、三一書房）ISBN 978-4380892516
- 『ケロのプロレス千夜一夜―新日本プロレス旅日記(新日本プロレス旅日記(特別付録〈海外編〉))』（1991年3月、三一書房）ISBN 978-4380912078
- 『リングの外も危険がいっぱい―ケロの新日本プロレス旅日記』（1992年4月、三一書房）ISBN 978-4380922190
- 『ケロのプロレス青春旅日記』（1992年11月、三一書房）ISBN 978-4380922497
- 『ケロのプロレスらぶ・すとおりい―新日本プロレス旅日記』（1993年4月、三一書房）ISBN 978-4380932182
- 『ケロのやっぱりプロレス大好き―新日本プロレス旅日記』（1994年3月、三一書房）ISBN 978-4380942198
- 『ケロと菊水丸の笑撃プロレス塾「おはようプロレス」活字版』（1994年11月、三一書房、編集：ラジオ大阪編成局）ISBN 978-4380942778
- 『ケロのスーパープロレス天国―新日本プロレス旅日記』（1995年4月、三一書房）ISBN 978-4380952258
- 『ケロの闘魂プロレス徹底抗戦―新日本プロレス旅日記』（1996年4月、三一書房）ISBN 978-4380962288
- 『ケロのプロレスマル秘一発勝負―新日本プロレス旅日記』（1997年4月、三一書房）ISBN 978-4380972348
- 『ケロの必笑プロレス講座―新日本プロレス旅日記』（1998年4月、三一書房）ISBN 978-4380982354
- 『ケロの燃えろ!闘強導夢』（1999年7月、三一書房）ISBN 978-4380992100
- 『ケロの爆笑プロレス大問題―新日本プロレス旅日記〈’98年版〉(新日本プロレス旅日記(’98年版))』（1999年10月1日、三一書房）ISBN 978-4380992278
- 『ケロの世紀末プロレス必笑作戦』（2000年7月、三一書房）ISBN　978-4380002106
- 『ケロのいきなりヒーロー伝説―新日本プロレス旅日記〈2000年版〉』（2001年4月、三一書房）ISBN 978-4380012068
- 『ケロのプロレス構造改革(新日本プロレス旅日記(2001年版))』（2002年7月、三一書房）ISBN 978-4380022036
- 『ケロの一触即発プロレス笑戦―新日本プロレス旅日記〈2002年版〉』（2003年6月、三一書房）ISBN　978-4380032066
- 『ケロのおいらはリングアナだ間違いない!?』（2004年5月、三一書房）ISBN 978-4380042034
- 『ケロの新日本プロレス奇行ファイナル(新日本プロレス旅日記(2004年版))』（2005年8月1日、三一書房）ISBN 978-4380052095

## 出演

### インターネット配信
- 有田と週刊プロレスと（2016年11月22日 - 2019年12月25日、Amazonプライム・ビデオ） - ナレーション[15]
- ほんトカナ!?ケンドーコバヤシの絶対に観ないほうがいいテレビ!（2021年4月7日、Amazonプライム・ビデオ）[16]

### ラジオ
- 今日は一日“プロレス格闘技入場曲”三昧（2022年4月30日、NHK-FM）[17]
- 闘魂フォーエバー アントニオ猪木さんをしのんで（2022年10月23日、NHKラジオ第1放送）[18]